# Ферзам
Ферзам (нем. Versam) — деревня и бывшая коммуна в Швейцарии, в кантоне Граубюнден. Население составляло 226 человек на 2011 год. Официальный код — 3587. 1 января 2013 года вместе с коммунами Валендас, Зафин и Тенна вошла в состав новой коммуны Зафинталь, округ Сурсельва. 
На выборах в 2007 году наибольшее количество голосов получила Швейцарская народная партия (42,6 %), за Христианско-демократическую народную партию Швейцарии проголосовали 9,1 %, за Социал-демократическую партию Швейцарии — 30,7 %, за Свободную демократическую партию — 16,7 %.

## Географическое положение
До слияния площадь Ферзама составляла 16,77 км². 16,8 % площади составляли сельскохозяйственные угодья, 70,6 % — леса, 2 % территории заселено.

## История
В средние века местность Ферзама была королевским лесом с несколькими римскими фермами. Коммуна впервые упоминается в 1050 году как a valle Versamia. В XV веке произошла полная германизация земель. В 1523 году началась Реформация, 1634 годом датируется церковь Ферзама. Автономия коммуны была признана только в 1800 году. 1 января 2013 года коммуны Ферзам, Валендас, Зафин и Тенна объединились в новую коммуну Зафинталь.

## Население
На 2011 год население Ферзама составляло 226 человек (48,6 % мужчин, 51,4 % женщин). На 2000 год 98,0 % жителей говорило на немецком языке, 1,6 % — на романшском, 0,4 % — на испанском. 13,7 % населения были в возрасте до 9 лет, 12,9 % — от 10 до 19 лет, 4,7 % — от 20 до 29 лет, 16,1 % — от 30 до 39 лет, 14,1 % — от 40 до 49 лет, 9,8 % — от 50 до 59 лет, старше 60 лет было 28,7 % населения. На 2005 год в Ферзаме уровень безработицы составлял 0,52 %.
| 1803 | 1850 | 1900 | 1950 | 2000 | 2011 |
| ---- | ---- | ---- | ---- | ---- | ---- |
| 357  | 396  | 316  | 354  | 255  | 226  |